# Stranger Things Have Happened
Stranger Things Have Happened è il secondo album in studio della cantautrice britannica Clare Maguire, pubblicato nel 2016.

## Tracce
1. Faded – 3:35
2. Here I Am – 3:10
3. Elizabeth Taylor – 4:27
4. Swimming – 3:23
5. Stranger Things Have Happened – 5:22
6. Whenever You Want It – 3:56
7. The Valley – 3:44
8. Hanging in the Stars – 3:33
9. Falling Leaves – 3:05
10. Changing Faces – 3:20
11. Spaceman – 3:54
12. Leave You in Yesterday – 3:33